# Ordre de l'Étoile rouge
Pour les articles homonymes, voir Ordre de l'Étoile.
Pour un article plus général, voir Titres honorifiques, ordres, décorations et médailles de l'Union soviétique.
 (février 2025).
L’ordre de l’Étoile rouge (en russe : Орден Краснoй Звезды, Orden Krasnoï Zvezdy) fut une des plus hautes décorations militaires soviétiques de l’Armée rouge, instituée par décret le 6 avril 1930.

## Historique
L’Étoile rouge fut créée le 6 avril 1930 pour récompenser toute personne ou groupe ayant rendu de grands services à la défense de l’Union soviétique, que ce soit en temps de paix ou de conflit armé. Le premier à recevoir l’ordre de l’Étoile rouge fut le maréchal Vassili Blücher en septembre 1930.
Parmi les premiers décorés trouve-t-on, non seulement des pilotes et des marins, mais aussi de nombreux membres des troupes frontalières appartenant au ministère de l'Intérieur et de la sécurité nationale.
De 1941 à 1945, ce ne sont pas moins de 3 000 000 d’Étoiles rouges qui furent distribuées, dont certaines plusieurs fois à la même personne.

## Description

### Étoile
L'étoile est en argent massif avec émail rouge translucide, dont le centre représente un fantassin tenant un fusil à baïonnette et autour duquel est inscrite en alphabet cyrillique la devise « Travailleurs de tous les pays, unissez-vous ! » et au-dessous les lettres CCCP pour « URSS ». Le diamètre est de 17,6 mm.

### Ruban
Le ruban est rouge avec une bande grise au centre.